# 沙漠經典賽
沙漠經典賽（英語：Desert Classic），前稱：美國運通菁英賽、凱業必達挑戰賽、棕櫚泉高爾夫精英賽、鮑勃霍普經典賽，始於1960年，是美國高爾夫球PGA巡迴賽的一個賽事。。